# 波兰比利·简·金杯代表队
波兰比利·简·金杯代表队是波兰女子国家网球队历年参加比利·简·金杯（以前称为联合会杯）的队伍，由波兰网球协会（波蘭語：Polski Związek Tenisowy）负责管理。波兰队首次参加比利·简·金杯是在1966年。波兰队最好成绩是在1992年和2015年进入了世界组八强。在2024年比利·简·金杯，波兰队再次打入八强。